# Orestes (prefecto)
Orestes fue nombrado prefecto imperial de Alejandría poco después de que el joven Cirilo accediese al Patriarcado de la ciudad a la muerte de Teófilo, tío de Cirilo, en torno al año 412.

## Biografía
Orestes se enfrentó al Patriarca Cirilo, debido a la intención del eclesiástico de atribuir a su posición prerrogativas seculares. Ante el rechazo del prefecto, el Patriarca Cirilo se sintió amenazado, y varias facciones conectadas con la Iglesia lo apoyaron.
En torno al 414-415 Orestes sufrió un atentado por parte de una turba de monjes que lo atacaron y lo hirieron de gravedad. El prefecto hizo que Amonio, el líder de los atacantes (no confundir con sus homónimos  Amonio de Alejandría ni Amonio Saccas, ambos anteriores), fuese torturado y ejecutado. El Patriarca Cirilo intentó convertir a Amonio en mártir, pero los líderes de Alejandría y el propio emperador, Teodosio II, condenaron el ataque de los monjes contra el representante imperial y Cirilo tuvo que renunciar a sus intenciones.
El prefecto Orestes disfrutaba del respaldo político de Hipatia, una filósofa que tenía una considerable autoridad moral y gran influencia en la ciudad de Alejandría. De hecho, muchos de sus alumnos procedían de familias poderosas e influyentes de Alejandría y posteriormente alcanzaron elevadas posiciones en el gobierno y la Iglesia.
En el año 415 una turba cristiana, posiblemente dirigida por los monjes de Nitria, atacaron a Hipatia en plena calle, la sacaron de su carruaje y la asesinaron brutalmente, despedazando su cuerpo y quemándolo en el exterior de Alejandría. Este asesinato político eliminó un apoyo importante del prefecto imperial, y llevó a Orestes a renunciar a su enfrentamiento con el Patriarca Cirilo y a abandonar Alejandría.

## Ficción
En la película Ágora (2009), sobre la vida de Hipatia, de Alejandro Amenábar, el personaje de Orestes es interpretado por el actor Óscar Isaac.